# Aleksandr Rusanow
Aleksandr Dmitrijewicz Rusanow, ros. Александр Дмитриевич Русанов (ur. 1916 w miejscowości Tim w obwodzie kurskim, zm. 15 września 1944 w KL Sachsenhausen) – radziecki funkcjonariusz służb specjalnych, a następnie wojskowy, dowódca oddziału partyzanckiego podczas II wojny światowej.

## Życiorys
Ukończył szkołę średnią, a następnie kurs tokarski. Pracował w jednej z fabryk Kurska. Od 1936 roku służył w Armii Czerwonej. Brał udział w początkowym okresie wojny radziecko-fińskiej. Pod koniec 1939 przeszedł do NKWD. Był adiutantem zastępcy narkoma NKWD Ukraińskiej Socjalistycznej Republiki Radzieckiej. Doszedł do stopnia kapitana bezpieczeństwa państwowego. Po ataku wojsk niemieckich na ZSRR 22 czerwca 1941 ponownie znalazł się w Armii Czerwonej. Podczas okupacji niemieckiej objął funkcję adiutanta dowódcy Ukraińskiego Sztabu Partyzanckiego. W styczniu 1943 roku został szefem sztabu oddziału partyzanckiego im. XXV lat Robotniczo-Chłopskiej Armii Czerwonej, w składzie którego walczył w rejonie Briańska. Następnie objął jego dowództwo. Na początku maja 1943 roku został ciężko ranny, dostając się do niewoli niemieckiej. Według innej wersji Niemcy schwytali go na polowym lotnisku partyzanckim, kiedy przyleciał samolotem z Moskwy. Początkowo przebywał w więzieniu w okupowanym Orle, a następnie przeniesiono go do Berlina. Wkrótce podjął kolaborację z Niemcami. W październiku tego roku we „własowskich” pismach „Dobrowolec” i „Zaria” opublikowano jego autorstwa „Pokazanija oficera Ukrainskogo sztaba partizanskogo dwiżenija”. Współpraca została jednak zerwana. Ostatecznie osadzono go w obozie koncentracyjnym Sachsenhausen, gdzie popełnił samobójstwo 15 września 1944 roku. W 1951 żołnierze radzieccy znaleźli na terenie byłego obozu metalową kapsułę z pismem Rusanowa, opublikowanym w październiku 1963 roku w gazecie „Prawda”.